# Lake of Sorrow
Lake Of Sorrow je první studiové album od norské kapely The Sins of Thy Beloved. Bylo vydáno 24. listopadu 1998.
Žánrově jde o gotický doom metal, přesněji typ „kráska a zvíře“, kdy je ženský zpěv střídán s mužským growlingem. Skladby jsou pozvolné a majestátní. Výrazným prvkem alba, který odlišuje The Sins of Thy Beloved od obdobných kapel, je velké využití houslí, jež často zazní i samotné.

## Seznam skladeb
1. „My Love“ – 9:30
2. „The Kiss“ – 8:56
3. „Worthy of You“ – 7:17
4. „Lake of Sorrow“ – 7:06
5. „Until the Dark“ – 6:39
6. „All Alone“ – 7:13
7. „Silent Pain“ – 8:02

## Sestava
Na albu se podíleli:
- Anita Auglend – zpěv
- Glenn Morten Nordbø – kytara, growling
- Arild Christensen – kytara, growling
- Ola Aarrested – baskytara
- Anders Thue – klávesy, klavír
- Ingfrid Stensland – klávesy
- Stig Johansen – bicí
- Pete Johansen – housle